# Pop rap
El pop rap es una mezcla de ritmos hip-hop y rapeos con fuertes ganchos melódicos que, generalmente, se presentan como parte de la sección de coros en una estructura de canción pop estándar. 
El pop-rap tiende a ser menos agresivo y líricamente complejo que la mayoría del hip-hop callejero, aunque durante mediados y finales de los 90, algunos artistas infundieron al estilo una actitud más hardcore, en un intento de calmar las reacciones negativas sobre su accesibilidad. 
Este estilo, comenzó a finales de los 80, cuando artistas como Run-D.M.C., L.L. Cool J y los Beastie Boys, empezaron a pasar a la corriente principal. Poco tiempo después, raperos como Tone Loc, Young MC y DJ Jazzy Jeff & the Fresh Prince, grabaron sencillos que enfatizaron sus habilidades narrativas de buen humor, hasta un éxito masivo en las listas; una serie de otros artistas, en su mayoría orientados a sencillos, siguieron su estela, con temas, igualmente, sobre fiestas afables y novedades. 
Con la posibilidad de una aceptación popular muy real, otros artistas, casi al mismo tiempo, comenzaron a jugar con la conexión del rap con el R&B y la música dance. Este último grupo, a menudo, se basó en samples para abastecer sus melodías, y con la explosión de MC Hammer y Vanilla Ice en 1990, el pop-rap fue, a menudo, ridiculizado (y, ocasionalmente, llevado a los tribunales), por su disposición a tomar prestados ganchos de éxitos conocidos, sin a penas modificarlos (y, en algunos casos, sin modificarlos en absoluto). Esto, le dio al estilo una mala reputación, no del todo merecida, ya que, muchos artistas de los 90, continuaron logrando grandes éxitos pop, mientras desarrollaban sus propios sonidos distintivos (PM Dawn, Naughty by Nature, House of Pain, Arrested Development, Coolio, Salt-N-Pepa, Sir Mix-a-Lot, etc.). Mientras tanto, el pegadizo G-funk de Dr. Dre, y el "saqueo" a los éxitos pop de los 80 de Puff Daddy, ayudaron a llevar los temas gangsta y hardcore a lo más alto de las listas; a finales de los 90, el pop-rap estaba dominado por artistas a los que habían influenciado y/o guiado, así como artistas que mezclaban el rap con el soul urbano.

## Aceptación social
La mayoría de las personas que escuchan pop rap no lo llaman pop rap, y simplemente lo consideran rap. El popular rapero de hip-hop LL Cool J no aceptó la idea de etiquetarlo como el «antepasado del rap pop» y tuiteó al respecto en abril de 2021. Cuando Spotify introdujo la categoría de pop rap en 2019, los usuarios de Twitter estaban confundidos en cuanto a lo que sugería este «nuevo» género. Algunos usuarios incluso se quedaron perplejos cuando Spotify clasificó el género para sus usuarios y les sugirió que escucharan rap pop.